# Cultura justa
La cultura justa es un concepto relacionado con el pensamiento sistémico que hace hincapié en que los errores suelen ser producto de culturas organizacionales defectuosas, en lugar de deberse únicamente a la persona o personas directamente implicadas. En una cultura justa, tras un incidente, la pregunta que se plantea es "¿Qué salió mal?" en lugar de "¿Quién causó el problema?". Una cultura justa es lo contrario de una cultura de culpabilización. Una cultura justa no es lo mismo que una cultura de no culpar, sino una cultura en la que los individuos son responsables de su mala conducta intencionada o de su negligencia grave.
Una cultura justa ayuda a crear un entorno en el que las personas se sienten libres para informar de los errores y ayudar a la organización a aprender de ellos. Esto contrasta con una "cultura de la culpa", en la que se despide, multa o castiga de otro modo a las personas por cometer errores, pero en la que no se investigan ni corrigen las causas profundas que los provocaron. En una cultura de la culpa, los errores no se denuncian, sino que se ocultan, lo que en última instancia conduce a una disminución de los resultados de la organización.
En un sistema de cultura justa, la disciplina está vinculada al comportamiento inadecuado, y no al daño. Esto permite la responsabilidad individual y promueve una cultura organizacional de aprendizaje.
En este sistema, los errores humanos honestos se consideran una oportunidad de aprendizaje para la organización y sus empleados. Al individuo que cometió el error se le puede ofrecer formación y entrenamiento adicionales. Sin embargo, la mala conducta intencionada puede dar lugar a medidas disciplinarias, como el despido, aunque no se haya causado ningún daño.
Los trabajos sobre cultura justa se han aplicado a la industria, la sanidad, la aviación y otros ámbitos.
La primera teoría plenamente desarrollada sobre la cultura de la equidad aparece en el libro de James Reason de 1997, Managing the Risks of Organizational Accidents (en español: Gestión de riesgos de accidentes en las empresas). En la teoría de Reason, se postula que una cultura justa es uno de los componentes de una cultura de la seguridad. Una cultura justa es necesaria para generar confianza, de modo que se produzca una cultura de notificación. Una cultura de notificación es aquella en la que todos los incidentes de seguridad se notifican para que se pueda aprender y mejorar la seguridad. David Marx amplió el concepto de cultura justa a la atención sanitaria en su informe de 2001, Patient Safety and the "Just Culture": A Primer for Health Care Executives.